# Gavekal
Gavekal est une société de conseil spécialisée en gestion d'actifs, co-fondée en 1999 par Louis-Vincent Gave, Charles Gave et Anatole Kaletsky.

## Histoire
L'entreprise est fondée en 1999 par Louis-Vincent Gave et son père Charles Gave ainsi qu'Anatole Kaletsky, qui travaille à l'époque au département d'économie du quotidien britannique The Times. Le nom « Gavekal » est un mot-valise basé sur les noms de famille des fondateurs. Le siège de la société, d'abord situé à Londres jusqu'en 2001, se situe désormais à Hong Kong, afin d'être plus proche des marchés financiers asiatiques.
En 2008, la société entame un partenariat avec Marshall Wace pour former la coentreprise Marshall Wace Gavekal. Le but est de combiner la connaissance des marchés asiatiques de Gavekal avec l'expertise en placements de Marshall Wace. Leur partenariat prend fin en mars 2013.
En 2011, Gavekal achète Dragonomics, une entreprise de recherche chinoise basée à Pékin. Arthur Kroeber, fondateur de Dragonomics, prend la tête de Gavekal Dragonomics.
En 2015, Gavekal investit dans l'Union Bordeaux Bègles, club de rugby à XV du Top 14.
L'entreprise génère la grosse part de ses revenus grâce à ses recherches et ses analyses économiques, mais est également un gestionnaire patrimonial de 5 milliards d'euros d’actifs. En 2018, Gavekal conseille plus de 1 000 institutions et emploie 70 personnes.
En janvier 2024, Gavekal affirme que les actions chinoises sont parmi les meilleures valeurs disponibles malgré leurs performances récentes médiocres. Plus largement, Louis-Vincent Gave affirme que ce sont les marchés émergents qui vont rapidement devenir intéressants.